# Jurij Cassander
Jurij Cassander (latinsko Georgius Cassander), nizozemski teolog in pedagog, * 24. avgust 1513, Brugge, † 3. februar 1566, Köln.